# Grenoble
Grenoble (antični Cularo/Gratianopolis, provansalsko/arpitansko Grenoblo/Grainóvol, okcitansko Graçanòbol/Grasanòbol) je mesto in občina v vzhodni francoski regiji Rona-Alpe, prefektura departmaja Isère in glavno mesto zgodovinske pokrajine Dauphiné (Daufineja). Leta 2009 je mesto imelo 155.632 prebivalcev.

## Geografija
Mesto leži v pokrajini Daufineji na sotočju rek Isère in Drac. Obkrožen z gorami - na severu Chartreuse, na zahodu planota Vercors, na vzhodu greben Belledonne - je pogosto označen kot glavno mesto Alp. Letališče Grenoble-Isère se nahaja 40 km severozahodno od mesta, na ozemlju občine Saint-Étienne-de-Saint-Geoirs.

## Uprava
Grenoble je sedež šestih kantonov:
- Kanton Grenoble-1 (del občine Grenoble: 32.986 prebivalcev),
- Kanton Grenoble-2 (del občine Grenoble: 24.836 prebivalcev),
- Kanton Grenoble-3 (del občine Grenoble: 21.853 prebivalcev),
- Kanton Grenoble-4 (del občine Grenoble: 20.029 prebivalcev),
- Kanton Grenoble-5 (del občine Grenoble: 30.012 prebivalcev),
- Kanton Grenoble-6 (del občine Grenoble: 23.601 prebivalec).

Mesto je prav tako sedež okrožja, v katerega so poleg njegovih vključeni še kantoni Allevard, Bourg-d'Oisans, Clelles, Corps, Domène, Échirolles-Vzhod/Zahod, Eybens, Fontaine-Sassenage/Seyssinet, Goncelin, Mens, Meylan, Monestier-de-Clermont, Mure, Pont-en-Royans, Rives, Roybon, Saint-Égrève, Saint-Étienne-de-Saint-Geoirs, Saint-Ismier, Saint-Laurent-du-Pont, Saint-Marcellin, Saint-Martin-d'Hères-Jug/Sever, Touvet, Tullins, Valbonnais, Vif, Villard-de-Lans, Vinay, Vizille in Voiron s 701.224 prebivalci.

## Zgodovina
Grenoble je bil poznan po različnih imenih skozi čas:
- Cularo; manjše mestece galskih Alobrogov, omenjeno že leta 43 pred našim štetjem, utrjeno za časa Dioklecijana in Maksimijana med letoma 284 in 293,
- Gratianopolis; rimsko ime, po obisku zahodnorimskega cesarja Gracijana (po letu 380).

Po propadu Rimskega imperija je kraj postal del prvega Burgundskega kraljestva (440). V 6. stoletju ga je zavzel frankovski kralj Klotar I. (532), zatem pa so ga imeli v posesti Karolingi. V drugi polovici 9. stoletja je postal del drugega burgundskega kraljestva (Arles). Leta 1032 je bilo njegovo ozemlje priključeno Svetorimskemu cesarstvu, od 11. stoletja v posesti viennskih grofov, katerih naslov Dauphin je dal pokrajini ime. Grenoble je bil njeno glavno mesto od 1349, po prodaji ozemlja s strani zadnjega viennskega grofa Franciji. V času verskih vojn je bil v oblasti hugenotov, med francosko revolucijo (1790) pa je postal sedež novoustanovljenega departmaja Isère. V času druge svetovne vojne je kraj postal središče francoskega odporniškega gibanja.
Leta 1968 je gostil Zimske olimpijske igre.
- Del Bastilje
- katedrala Notre-Dame
- Stavba Le Dauphiné libéré
- Pošta v Grenoblu

## Zanimivosti
Grenoble je na seznamu francoskih umetnostno-zgodovinskih mest.
- Bastilja, serija fortifikacij na hribu nad mestom, prvotno iz srednjega veka, se je širila vse do začetka 18. stoletja,
- Palača daufinskega parlamenta, zgrajena v prvi polovici 16. stoletja, od francoske revolucije do leta 2002 sodišče, danes Conseil Général de l'Isère,
- Mestni muzej z zbirkami slik, egipčanskih, grških in rimskih artefaktov,
- romansko-gotska katedrala Notre-Dame iz 10. stoletja, sedež škofije Grenoble-Vienne. Prvotna škofija Grenoble je bila ustanovljena v 4. stoletju, z ukinitvijo škofije Vienne med francosko revolucijo ji je bilo priključeno njeno ozemlje, od leta 2006 polno imenovana diocèse de Grenoble Vienne les Allobroges,
- benediktinska cerkev iz 12. stoletja, danes Arheološki muzej sv. Lovrenca, z zbirko najdb iz arheoloških izkopavanj na tem mestu, ki sega vse do 3. stoletja,
- Kolegij sv. Andreja iz 13. stoletja,
- Cerkev sv. Ludvika iz konca 17. stoletja.

## Šport
Grenoble je bil osrednje prizorišče Zimskih olimpijskih iger 1968.
- Palača športov, zgrajena za potrebe ZOI 1968,
- Stade des Alpes, nogometni štadion s kapaciteto 20.068 sedišč, zgrajen v letu 2008,
- Stade Lesdiguières, ragbi štadion s kapaciteto 11.900 sedišč, zgrajen v letu 1968, obnovljen leta 1991
- Patinoire Pôle Sud, ledena dvorana s kapaciteto 3.496 sedišč, zgrajena v letu 2001.

Mesto je prizorišče vsakoletne etapne kolesarske dirke Critérium du Dauphiné, katere organizator regionalni časopis Le Dauphiné libéré ima sedež v tem mestu. Grenoble prav tako pogosto gosti kolesarje na Dirki po Franciji.

## Osebnosti
- Jacques de Vaucanson (1709-1782), inženir, izumitelj, akademik,
- Jean Joseph Mounier (1758-1806), politik, sodnik,
- Stendhal (1783-1842), pisatelj,
- Johnny Servoz-Gavin (1942-2006), dirkač Formule 1.

## Pobratena mesta
- Catania (Sicilija, Italija),
- Constantine (Alžirija),
- Corato (Apulija, Italija),
- Essen (Severno Porenje - Vestfalija, Nemčija),
- Halle (Saška - Anhalt, Nemčija),
- Innsbruck (Tirolska, Avstrija),
- Kaunas (Litva),
- Kišinjev (Moldova),
- Oxford (Anglija, Združeno kraljestvo),
- Pécs (Južna prekodonavska, Madžarska),
- Phoenix (Arizona, ZDA),
- Rehovot (Izrael),
- Sfax (Tunizija),
- Stendal (Saška - Anhalt, Nemčija).